# Pokolj u Gvozdanskom 26. prosinca 1941.
Pokolj u Gvozdanskom označava pokolj kojeg su počinili Titovi partizani na katolički Božić 26. prosinca 1941. u mjestu Gvozdanskom za vrijeme podnevne mise. 
Tog je Božića ubijeno 55 Hrvata. Imena im se nalaze na spomeniku u selu pored ceste. 
Selo je ponovno nastradalo 1991. kad su četnici ubili 3 ljudi i zapalili obnovljenu crkvu.